# Campeonato Paulista de Futebol Sub-20 de 2017 - 2ª Divisão
O Campeonato Paulista de Futebol - Sub-20 de 2017 - 2ª Divisão é uma competição de futebol de São Paulo organizada pela Federação Paulista de Futebol que conta com a participação de jogadores com até 20 anos, e apenas com a presença de equipes participantes da Segunda Divisão de profissionais ou equipes licenciadas.

## Fórmula de Disputa
- Primeira Fase: As equipes são divididas em cinco grupos regionais, dois com seis e três com cinco participantes. As equipes enfrentam-se, em turno e returno, dentro do mesmo grupo, classificando-se para a Fase Final as três melhores de cada e o melhor quarto colocado geral;
- Fase Final: As dezesseis equipes classificadas enfrentam-se em cruzamento olímpico, com a partida final na casa da equipe melhor classificada na Primeira Fase. O mesmo sistema de disputa se aplica para as quartas, semifinal e a final da competição. Na fase final, não existe o critério do gol qualificado, inclusive na Final da competição. Caso a igualdade permaneça, o vencedor do confronto será a equipe com melhor campanha somada todas as fases disputadas, de acordo com o Artigo 13 - Parágrafo 1 do Regulamento.

## Participantes
| Equipe             | Cidade                |
| ------------------ | --------------------- |
| América-SP         | São José do Rio Preto |
| Araçatuba          | Araçatuba             |
| Assisense          | Assis                 |
| Atlético Araçatuba | Araçatuba             |
| Atlético Mogi      | Mogi das Cruzes       |
| Brasilis           | Águas de Lindóia      |
| Diadema            | Diadema               |
| Elosport           | Capão Bonito          |
| Fernandópolis      | Fernandópolis         |
| Mauaense           | Mauá                  |
| Guarulhos          | Guarulhos             |
| Itapirense         | Itapira               |
| Itararé            | Itararé               |
| Jabaquara          | Santos                |

| Equipe              | Cidade              |
| ------------------- | ------------------- |
| Jaguariúna          | Jaguariúna          |
| José Bonifácio      | José Bonifácio      |
| Manthiqueira        | Guaratinguetá       |
| Osvaldo Cruz        | Osvaldo Cruz        |
| Presidente Prudente | Presidente Prudente |
| Primavera           | Indaiatuba          |
| Real Cubatense      | Cubatão             |
| São José-SP         | São José dos Campos |
| Taquaritinga        | Taquaritinga        |
| Tupã                | Tupã                |
| União Mogi          | Mogi das Cruzes     |
| VOCEM               | Assis               |
| XV de Jaú           | Jaú                 |

## Primeira fase

### Grupo 1
| Pos. | Time               | Pts | J | V | E | D | GP | GS | SG |
| ---- | ------------------ | --- | - | - | - | - | -- | -- | -- |
| 1    | América-SP         | 18  | 8 | 6 | 0 | 2 | 10 | 8  | +2 |
| 2    | Fernandópolis      | 14  | 8 | 4 | 2 | 2 | 13 | 8  | +5 |
| 3    | Atlético Araçatuba | 12  | 8 | 4 | 0 | 4 | 13 | 11 | +2 |
| 4    | Araçatuba          | 6   | 7 | 2 | 0 | 5 | 7  | 12 | -5 |
| 5    | José Bonifácio     | 5   | 7 | 1 | 2 | 4 | 4  | 8  | -4 |

### Grupo 2
| Pos. | Time                | Pts | J | V | E | D | GP | GS | SG  |
| ---- | ------------------- | --- | - | - | - | - | -- | -- | --- |
| 1    | Presidente Prudente | 18  | 8 | 5 | 3 | 0 | 19 | 8  | +11 |
| 2    | Osvaldo Cruz        | 16  | 8 | 5 | 1 | 2 | 11 | 5  | +6  |
| 3    | Tupã                | 11  | 8 | 3 | 2 | 3 | 9  | 9  | 0   |
| 4    | Assisense           | 9   | 8 | 2 | 3 | 3 | 10 | 10 | 0   |
| 5    | VOCEM               | 1   | 8 | 0 | 1 | 7 | 6  | 23 | -17 |

### Grupo 3
| Pos. | Time         | Pts | J  | V | E | D | GP | GS | SG  |
| ---- | ------------ | --- | -- | - | - | - | -- | -- | --- |
| 1    | Itapirense   | 25  | 10 | 8 | 1 | 1 | 20 | 5  | +15 |
| 2    | XV de Jaú    | 21  | 10 | 6 | 3 | 1 | 16 | 5  | +11 |
| 3    | Taquaritinga | 14  | 10 | 4 | 2 | 4 | 16 | 14 | +2  |
| 4    | Primavera    | 12  | 10 | 3 | 3 | 4 | 13 | 12 | +1  |
| 5    | Brasilis     | 11  | 10 | 3 | 2 | 5 | 7  | 19 | -12 |
| 6    | Jaguariúna   | 1   | 10 | 0 | 1 | 9 | 6  | 23 | -17 |

### Grupo 4
| Pos. | Time          | Pts | J  | V | E | D | GP | GS | SG  |
| ---- | ------------- | --- | -- | - | - | - | -- | -- | --- |
| 1    | Guarulhos     | 24  | 10 | 7 | 3 | 0 | 33 | 10 | +23 |
| 2    | São José-SP   | 16  | 10 | 5 | 1 | 4 | 20 | 15 | +5  |
| 3    | União Mogi    | 16  | 10 | 4 | 4 | 2 | 11 | 13 | -2  |
| 4    | Manthiqueira  | 13  | 10 | 4 | 1 | 5 | 17 | 24 | -7  |
| 5    | Mauaense      | 10  | 10 | 3 | 1 | 6 | 15 | 20 | -5  |
| 6    | Atlético Mogi | 5   | 10 | 1 | 2 | 7 | 11 | 25 | -14 |

### Grupo 5
| Pos. | Time           | Pts | J | V | E | D | GP | GS | SG  |
| ---- | -------------- | --- | - | - | - | - | -- | -- | --- |
| 1    | Elosport       | 17  | 8 | 5 | 2 | 1 | 19 | 8  | +11 |
| 2    | Itararé        | 13  | 8 | 4 | 1 | 3 | 12 | 14 | -2  |
| 3    | Real Cubatense | 10  | 8 | 3 | 1 | 4 | 10 | 12 | -2  |
| 4    | Jabaquara      | 9   | 8 | 2 | 3 | 3 | 10 | 11 | -1  |
| 5    | Diadema        | 6   | 8 | 1 | 3 | 4 | 9  | 15 | -6  |

|  |                                                     |
|  | Classificados para a Fase final                     |
|  | Melhor 4º colocado e classificado para a Fase final |
|  | Eliminados na Primeira fase                         |

## Fase final
Em itálico, os times que possuem o mando de campo no primeiro jogo do confronto, e em negrito, os times classificados.
|  | Oitavas de final    | Oitavas de final       | Oitavas de final   | Oitavas de final   |   |                     | Quartas de final              | Quartas de final              | Quartas de final              | Quartas de final              |  |            | Semifinais          | Semifinais          | Semifinais          | Semifinais          |            |   | Final                          | Final                          | Final                          | Final                          |
|  | 14 e 21 de outubro  | 14 e 21 de outubro     | 14 e 21 de outubro | 14 e 21 de outubro |   |                     | 28 de outubro e 4 de novembro | 28 de outubro e 4 de novembro | 28 de outubro e 4 de novembro | 28 de outubro e 4 de novembro |  |            | 11 e 18 de novembro | 11 e 18 de novembro | 11 e 18 de novembro | 11 e 18 de novembro |            |   | 25 de novembro e 2 de dezembro | 25 de novembro e 2 de dezembro | 25 de novembro e 2 de dezembro | 25 de novembro e 2 de dezembro |
|  |                     |                        |                    |                    |   |                     |                               |                               |                               |                               |  |            |                     |                     |                     |                     |            |   |                                |                                |                                |                                |
|  | América-SP          | 1                      | 0                  | 1                  |   |                     |                               |                               |                               |                               |  |            |                     |                     |                     |                     |            |   |                                |                                |                                |                                |
|  | Tupã                | 2                      | 1                  | 3                  |   |                     |                               |                               |                               |                               |  |            |                     |                     |                     |                     |            |   |                                |                                |                                |                                |
|  | Tupã                | 2                      | 1                  | 3                  |   | Tupã                | 1                             | 2                             | 3                             |                               |  |            |                     |                     |                     |                     |            |   |                                |                                |                                |                                |
|  |                     |                        |                    |                    |   | Tupã                | 1                             | 2                             | 3                             |                               |  |            |                     |                     |                     |                     |            |   |                                |                                |                                |                                |
|  |                     | Itapirense             | 4                  | 3                  | 7 |                     |                               |                               |                               |                               |  |            |                     |                     |                     |                     |            |   |                                |                                |                                |                                |
|  | Itapirense          | Itapirense             | 4                  | 3                  | 7 | 3                   | 2                             | 5                             |                               |                               |  |            |                     |                     |                     |                     |            |   |                                |                                |                                |                                |
|  | Itapirense          |                        |                    |                    |   | 3                   | 2                             | 5                             |                               |                               |  |            |                     |                     |                     |                     |            |   |                                |                                |                                |                                |
|  | União Mogi          | 2                      | 3                  | 5                  |   |                     |                               |                               |                               |                               |  |            |                     |                     |                     |                     |            |   |                                |                                |                                |                                |
|  | União Mogi          | 2                      | 3                  | 5                  |   |                     |                               |                               |                               |                               |  | Itapirense | 0                   | 3                   | 3                   |                     |            |   |                                |                                |                                |                                |
|  |                     |                        |                    |                    |   |                     |                               |                               |                               |                               |  | Itapirense | 0                   | 3                   | 3                   |                     |            |   |                                |                                |                                |                                |
|  |                     | XV de Jaú              | 1                  | 1                  | 2 |                     |                               |                               |                               |                               |  |            |                     |                     |                     |                     |            |   |                                |                                |                                |                                |
|  | XV de Jaú           | XV de Jaú              | 1                  | 1                  | 2 | 3                   | 2                             | 5                             |                               |                               |  |            |                     |                     |                     |                     |            |   |                                |                                |                                |                                |
|  | XV de Jaú           |                        |                    |                    |   | 3                   | 2                             | 5                             |                               |                               |  |            |                     |                     |                     |                     |            |   |                                |                                |                                |                                |
|  | São José-SP         | 2                      | 0                  | 2                  |   |                     |                               |                               |                               |                               |  |            |                     |                     |                     |                     |            |   |                                |                                |                                |                                |
|  | São José-SP         | 2                      | 0                  | 2                  |   | XV de Jaú           | 1                             | 1                             | 2                             |                               |  |            |                     |                     |                     |                     |            |   |                                |                                |                                |                                |
|  |                     |                        |                    |                    |   | XV de Jaú           | 1                             | 1                             | 2                             |                               |  |            |                     |                     |                     |                     |            |   |                                |                                |                                |                                |
|  |                     | Osvaldo Cruz           | 0                  | 1                  | 1 |                     |                               |                               |                               |                               |  |            |                     |                     |                     |                     |            |   |                                |                                |                                |                                |
|  | Fernandópolis       | Osvaldo Cruz           | 0                  | 1                  | 1 | 0                   | –                             | 0                             |                               |                               |  |            |                     |                     |                     |                     |            |   |                                |                                |                                |                                |
|  | Fernandópolis       |                        |                    |                    |   | 0                   | –                             | 0                             |                               |                               |  |            |                     |                     |                     |                     |            |   |                                |                                |                                |                                |
|  | Osvaldo Cruz[a]     | 2                      | –                  | 2                  |   |                     |                               |                               |                               |                               |  |            |                     |                     |                     |                     |            |   |                                |                                |                                |                                |
|  | Osvaldo Cruz[a]     | 2                      | –                  | 2                  |   |                     |                               |                               |                               |                               |  |            |                     |                     |                     |                     | Itapirense | 4 | 1                              | 5                              |                                |                                |
|  |                     |                        |                    |                    |   |                     |                               |                               |                               |                               |  |            |                     |                     |                     |                     |            | 4 | 1                              | 5                              |                                |                                |
|  |                     | Presidente Prudente    | 0                  | 2                  | 2 |                     |                               |                               |                               |                               |  |            |                     |                     |                     |                     |            |   |                                |                                |                                |                                |
|  | Presidente Prudente | Presidente Prudente    | 0                  | 2                  | 2 | 3                   | 4                             | 7                             |                               |                               |  |            |                     |                     |                     |                     |            |   |                                |                                |                                |                                |
|  | Presidente Prudente |                        |                    |                    |   | 3                   | 4                             | 7                             |                               |                               |  |            |                     |                     |                     |                     |            |   |                                |                                |                                |                                |
|  | Atlético Araçatuba  | 1                      | 1                  | 2                  |   |                     |                               |                               |                               |                               |  |            |                     |                     |                     |                     |            |   |                                |                                |                                |                                |
|  | Atlético Araçatuba  | 1                      | 1                  | 2                  |   | Presidente Prudente | 3                             | 2                             | 5                             |                               |  |            |                     |                     |                     |                     |            |   |                                |                                |                                |                                |
|  |                     |                        |                    |                    |   | Presidente Prudente | 3                             | 2                             | 5                             |                               |  |            |                     |                     |                     |                     |            |   |                                |                                |                                |                                |
|  |                     | Taquaritinga           | 2                  | 0                  | 2 |                     |                               |                               |                               |                               |  |            |                     |                     |                     |                     |            |   |                                |                                |                                |                                |
|  | Itararé             | Taquaritinga           | 2                  | 0                  | 2 | 1                   | 3                             | 4                             |                               |                               |  |            |                     |                     |                     |                     |            |   |                                |                                |                                |                                |
|  | Itararé             |                        |                    |                    |   | 1                   | 3                             | 4                             |                               |                               |  |            |                     |                     |                     |                     |            |   |                                |                                |                                |                                |
|  | Taquaritinga        | 2                      | 3                  | 5                  |   |                     |                               |                               |                               |                               |  |            |                     |                     |                     |                     |            |   |                                |                                |                                |                                |
|  | Taquaritinga        | 2                      | 3                  | 5                  |   |                     |                               |                               |                               |                               |  | Guarulhos  | 2                   | 0                   | 2                   |                     |            |   |                                |                                |                                |                                |
|  |                     |                        |                    |                    |   |                     |                               |                               |                               |                               |  | Guarulhos  | 2                   | 0                   | 2                   |                     |            |   |                                |                                |                                |                                |
|  |                     | Presidente Prudente[c] | 0                  | 2                  | 2 |                     |                               |                               |                               |                               |  |            |                     |                     |                     |                     |            |   |                                |                                |                                |                                |
|  | Elosport            | Presidente Prudente[c] | 0                  | 2                  | 2 | 1                   | 2                             | 3                             |                               |                               |  |            |                     |                     |                     |                     |            |   |                                |                                |                                |                                |
|  | Elosport            |                        |                    |                    |   | 1                   | 2                             | 3                             |                               |                               |  |            |                     |                     |                     |                     |            |   |                                |                                |                                |                                |
|  | Manthiqueira        | 1                      | 0                  | 1                  |   |                     |                               |                               |                               |                               |  |            |                     |                     |                     |                     |            |   |                                |                                |                                |                                |
|  | Manthiqueira        | 1                      | 0                  | 1                  |   | Elosport            | 4                             | 0                             | 4                             |                               |  |            |                     |                     |                     |                     |            |   |                                |                                |                                |                                |
|  |                     |                        |                    |                    |   | Elosport            | 4                             | 0                             | 4                             |                               |  |            |                     |                     |                     |                     |            |   |                                |                                |                                |                                |
|  |                     | Guarulhos[b]           | 4                  | 0                  | 4 |                     |                               |                               |                               |                               |  |            |                     |                     |                     |                     |            |   |                                |                                |                                |                                |
|  | Guarulhos           | Guarulhos[b]           | 4                  | 0                  | 4 | 3                   | 2                             | 5                             |                               |                               |  |            |                     |                     |                     |                     |            |   |                                |                                |                                |                                |
|  | Guarulhos           |                        |                    |                    |   | 3                   | 2                             | 5                             |                               |                               |  |            |                     |                     |                     |                     |            |   |                                |                                |                                |                                |
|  | Real Cubatense      | 3                      | 0                  | 3                  |   |                     |                               |                               |                               |                               |  |            |                     |                     |                     |                     |            |   |                                |                                |                                |                                |

a.^  A equipe Fernandópolis não compareceu a segunda partida, decretando W.O., classificando-se assim para as quartas-de-final a equipe Osvaldo Cruz. 

b.^  A equipe Guarulhos se classificou devido a melhor campanha em relação a equipe Elosport. 

c.^  A equipe Presidente Prudente se classificou devido a melhor campanha em relação a equipe Guarulhos.

### Final
Jogo de Ida
| 25 de novembro | Itapirense                                | 4 – 0 | Presidente Prudente | Estádio Francisco Vieira, Itapira |
| 16:00          | Danilo 8' 80' · Arthur 17' · Vinicius 55' |       |                     |                                   |

Jogo de Volta
| 2 de dezembro | Presidente Prudente              | 2 – 1 | Itapirense   | Estádio Caetano Peretti, Presidente Prudente |
| 16:00         | Paulo Henrique 68' · Toninho 76' |       | 57' Denilson |                                              |

## Premiação
| Campeonato Paulista Sub-20 2017 - 2ª Divisão |
| -------------------------------------------- |
| Itapirense Campeão (1º título)               |